# Părvenets (distrikt i Bulgarien, Jambol)
Părvenets (bulgariska: Първенец) är ett distrikt i Bulgarien.   Det ligger i kommunen Obsjtina Straldzja och regionen Jambol, i den östra delen av landet, 290 km öster om huvudstaden Sofia.